# Charly Rabanser

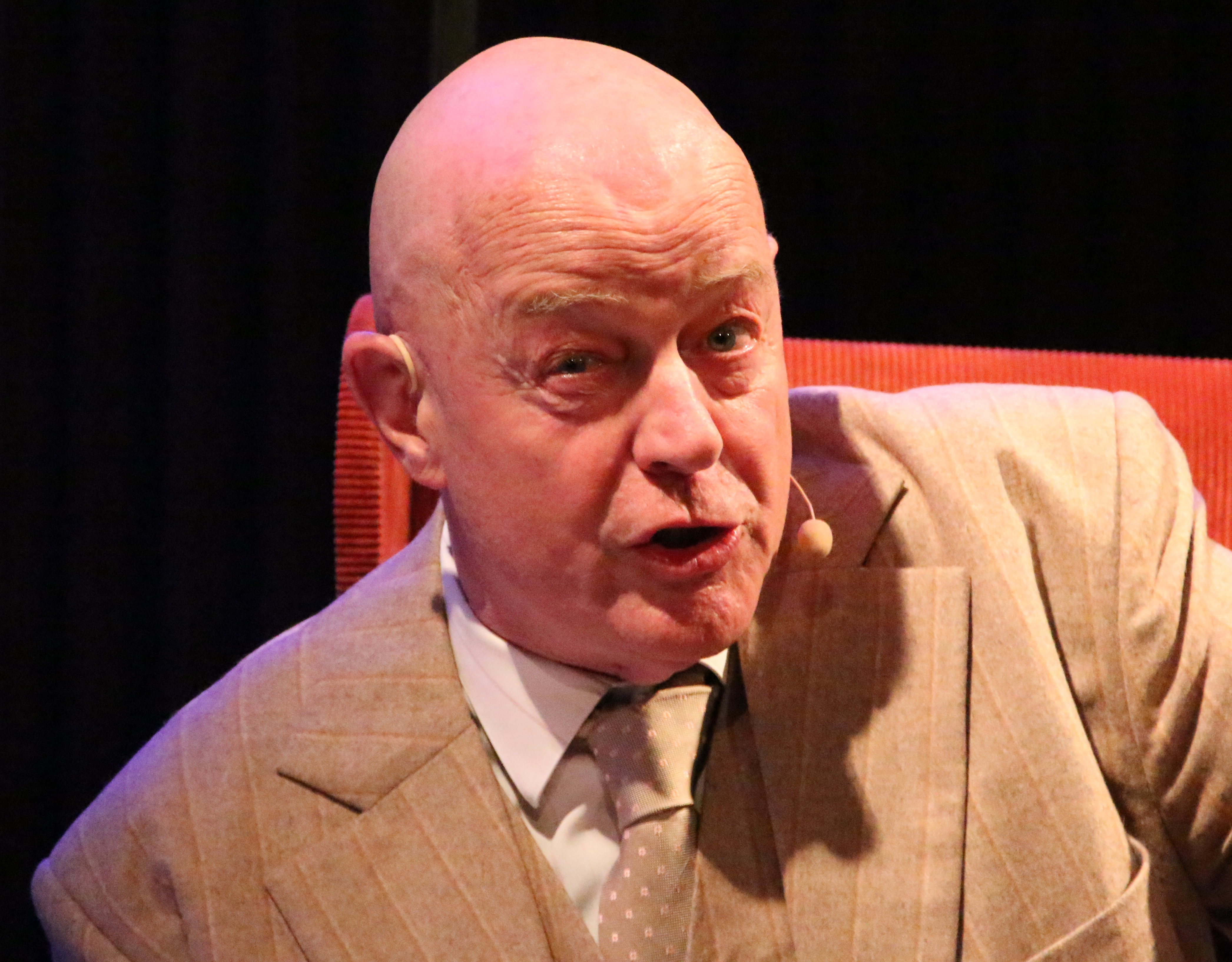
Charly Rabanser am 2. Februar 2023 bei einer Veranstaltung der perspektive Mauthausen

Karl „Charly“ Rabanser (* 1954 in Bad Gastein) ist ein österreichischer Schauspieler, Regisseur und Kulturschaffender.

## Biografie
Charly Rabanser wuchs in Salzburg auf, wo er maturierte und die Pädagogische Hochschule besuchte. Ab 1976 war er Hauptschullehrer in Neukirchen am Großvenediger. Dort begann er seine Bühnenkarriere im von ihm mitbegründeten Theaterverein Neukirchen. Aus diesem entstand das Kulturzentrum Cinétheatro, das heute noch von Rabanser geleitet wird. Durch den Kontakt mit bekannten Schauspielern verlagerte er seine Interessen vom Lehrerberuf zur Bühne, so dass er sich 1992 als Lehrer beurlauben ließ.
Bekannt wurde Rabanser durch seine Mitwirkung beim Salzburger Adventsingen. Er war dort seit 1991 als Darsteller tätig, nach dem Tod von Tobias Reiser 1999 war er für die Leitung des Schauspiels und die Textgestaltung und bis 2009 für die Regie zuständig, bis es wegen unterschiedlicher Auffassungen mit der Gesamtleitung zur Trennung kam.
Fernsehzusehern ist er seit 2005 als Dorfwirt Valentin Salchegger in der Serie Vier Frauen und ein Todesfall bekannt.
Rabanser war bis Ende 2023 künstlerischer Leiter des m2 Kulturexpress, 2024 folgte ihm Ute Heidorn in dieser Funktion nach.

## Filmografie (Auswahl)
Fernsehrollen:
- 1987: Tatort: Die Macht des Schicksals
- 1994: Du bringst mich noch um
- 1996: Die Fernsehsaga – Eine steirische Fernsehgeschichte (Miniserie, 2 Folgen)
- 1999: Kaisermühlen Blues (Fernsehserie, 1 Folge)
- 2005: Die Viertelliterklasse
- 2005–2020: Vier Frauen und ein Todesfall (Fernsehserie, 63 Folgen)
- 2015: Tatort: Grenzfall
- 2016: Universum History – '1918 – Die Geburt der Republik': Unser Österreich: Salzburg – Ein Land für sich
- 2017: Der Teufel im Spiegel (Fernsehfilm)
- 2018: Meiberger – Im Kopf des Täters (Fernsehserie, 1 Folge)
- 2019: Tatort: One Way Ticket

Regiearbeit
- 1999 bis 2009: Salzburger Adventsingen

## Publikationen
- Tschapo – Als Bramberg noch Chicago war, illustriert von Rupert Henning, Tauriska Verlag, 2023, ISBN 978-3-901257-66-7

## Auszeichnungen
- 1996: Tobi-Reiser-Preis[5]